# Reino de Justiça
Reino de Justiça é o sexto trabalho musical do cantor e compositor Val Martins, gravado em parceria com sua esposa, Moana, e lançado de forma independente em 2013.
O álbum reúne regravações de antigos sucessos do cantor e várias canções inéditas.

## Faixas
1. Celebrando ao Príncipe da Paz
2. Em Todos os Sentidos
3. O Encontro
4. Radical (part. Sérgio Lopes)
5. Na Estrada dessa Vida
6. Perto do Senhor (part. Carlinhos Félix)
7. Lar de Amor
8. Santo És
9. Por Tua Graça
10. Diante do Altar
11. Em Deus
12. A Sombra de Tuas Asas
13. Novo Salmo
14. Venho a Ti Jesus
15. Nas Alturas
16. Reino de Justiça